# Positionering
Positionering innebär  inom marknadsföring att företag och organisationer vill påverka konsumenter att välja ett specifikt varumärke eller en produkt framför dess konkurrenter, därmed skapa en unik position i deras medvetande. Positioneringsteorin togs fram av Al Ries och Jack Trout och handlar om hitta ”lediga platser” i konsumentens medvetande snarare än att utgå från produktens eller tjänsten fördelaktiga egenskaper. Med en tydlig positionering sätts företagets erbjudande i ett sammanhang, vilket gör det lättare för potentiella köpare att förstå erbjudandet och viktiga parametrar. För att lyckas med sin positionering behöver företaget förstå sina kunder och deras behov, alternativa lösningar och hur den egna lösningen skapar värde för köparen/användaren.

## Varumärkets roll
Positioneringen utgår från ett kundperspektiv och sker i konsumenternas medvetande. Platsen varumärket har i kundernas medvetande jämfört med dess konkurrenter ska beskriva varumärkets prestationer, hur det marknadsförts och personalens bemötanden. Varumärket ska enligt positioneringsstrategin uppfattas som främst ur någon aspekt. Det varumärke flest kunder först relaterar till är oftast det varumärke som har störst marknadsandelar och är mest vinstgivande. Positionen styr konsumenters köpbeteende och sätter kursen för varumärkets plats på marknaden. Under 2000-talet har konkurrensen på marknaden blivit större eftersom antalet produkter och produktvarianter ökar frekvent. Det leder till att potentiella kunder får allt mer produktinformation och därmed fler valmöjligheter. I en sådan situation söker sig kunderna till de varumärken de redan känner till, vilket ger företag som redan har en stark position i kundernas medvetande stora fördelar. Ett företag som har en svag eller obefintlig position i kundernas medvetande får svårare att etablera sig. För att en kund ska överväga att köpa en produkt från ett visst varumärke krävs att kunden redan har ett gott intryck av produkten.

## Positioneringsarbetet
Det är i positioneringen som företag bestämmer vilken position företagets erbjudande vill nå. För att produktpositioneringen ska ske i enlighet med det säljande företagets önskemål, måste den därför planeras i en positioneringsstrategi. Om en positioneringsstrategi inte utformas kommer positionering hos potentiella kunder uppstå ändå, men troligtvis inte på det sätt som företaget önskar. Det förekommer att företag använder slogans för att utmärka just deras företag eller produkt. McDonalds “I’m loving it” och Burger King’s “Have it your way” är exempel på enkla slogans för företags marknadsföringsstrategier. Företag vill göra sig unika och skapa rätt kundvärde genom deras marknadsföringsstrategi. För att positionera en produkt identifierar företag först möjliga skillnader i kundvärde. Dessa skillnader genererar fördelar eftersom det då blir lättare att bygga rätt kundstrategi i förhållande till konkurrenterna. Företag kan erbjuda högre kundvärde än sina konkurrenter genom lägre priser eller genom att erbjuda fler fördelar, vilket resulterar i att företag då kan höja priset. Ett företag måste bestämma hur många och vilka konkurrensfördelar man ska kommunicera med. När ett företag har identifierat en rad olika konkurrensfördelar som företagets position ska bygga på är nästa steg att välja rätt fördelar. Därefter ska den valda positionen med en effektiv metod kommuniceras till marknaden. När företaget lovar konsumenterna ett högre värde måste de också kunna leverera det.
Vid positionering bör företaget undvika:
- Underpositionering - Företaget misslyckas med att kommunicera en tydlig positionering till slutkonsumenterna.
- Överpositionering - Företaget ger slutkonsumenterna en för snäv bild av en produkt.[6]

En positioneringskarta är ett verktyg som kan användas för att på ett enkelt sätt se var konkurrenter befinner sig på marknaden. Genom denna modell framkommer tydligt var på marknaden det finns ett positioneringsglapp. Den informationen kan varumärket sedan dra nytta av i deras positioneringsstrategi.